# Zastava Lesota
Zastava Lesota usvojena je 4. listopada 2006., na 40. godišnjicu neovisnosti od Ujedinjenog Kraljevstva.
Trobojka je plave, bijele i zelene boje, a u sredini je crni mokorotlo.
4. listopada 1966., na dan neovisnosti, proglašena je zastava s bijelim mokorotlom. Plava je boja predstavljala nebo i kišu, bijela mir, zelena zemlju, a crvena vjeru.
20. siječnja 1987. usvojena je zastava na kojoj bijela simbolizira mir, plava kišu, a zelena prosperitet.